# Barycholos
Barycholos es un género de anfibios anuros de la familia Craugastoridae. Las especies del género se distribuyen por Ecuador y Brasil.

## Especies
Se reconocen las siguientes según ASW:
- Barycholos pulcher (Boulenger, 1898)
- Barycholos ternetzi (Miranda-Ribeiro, 1937)